# Miksicus arrogans
Miksicus arrogans är en skalbaggsart som beskrevs av Wallace 1867. Miksicus arrogans ingår i släktet Miksicus och familjen Cetoniidae. Inga underarter finns listade i Catalogue of Life.